# Neosalanx jordani
Neosalanx jordani is een straalvinnige vissensoort uit de familie van ijsvissen (Salangidae). De wetenschappelijke naam van de soort is voor het eerst geldig gepubliceerd in 1937 door Wakiya & Takahashi.